# Mesochorus latus
Mesochorus latus är en stekelart som beskrevs av Schwenke 1999. Mesochorus latus ingår i släktet Mesochorus och familjen brokparasitsteklar. Inga underarter finns listade i Catalogue of Life.